# 纪念碑谷2
《纪念碑谷2》，由Ustwo开发的一款解谜游戏，是2014年发行的《纪念碑谷》的续作。2017年6月5日在iOS平台发布。在2017年11月6日上架Google Play。